# Epicypta
Epicypta är ett släkte av tvåvingar som beskrevs av Johannes Winnertz 1863. Epicypta ingår i familjen svampmyggor.

## Dottertaxa tillEpicypta, i alfabetisk ordning[1][2]
- Epicypta acuminata
- Epicypta aczeli
- Epicypta aguarensis
- Epicypta amapensis
- Epicypta ambigua
- Epicypta anambesi
- Epicypta angazidziana
- Epicypta angusticollaris
- Epicypta anjiensis
- Epicypta approximata
- Epicypta arapascoi
- Epicypta aterrima
- Epicypta atrobrunneusa
- Epicypta auranticeps
- Epicypta aurata
- Epicypta bacairisi
- Epicypta baishanzuensis
- Epicypta baiyunshana
- Epicypta balkisae
- Epicypta bapianensis
- Epicypta barai
- Epicypta basiramifera
- Epicypta bicellii
- Epicypta bilunulata
- Epicypta boettcheri
- Epicypta boninensis
- Epicypta borneensis
- Epicypta boscii
- Epicypta brachyblasta
- Epicypta brasiliana
- Epicypta brunetti
- Epicypta buxtoni
- Epicypta capitata
- Epicypta chaetophora
- Epicypta cheni
- Epicypta chiriguanai
- Epicypta cinctiventris
- Epicypta coheri
- Epicypta collaris
- Epicypta costalis
- Epicypta couasi
- Epicypta cruciata
- Epicypta curipiensis
- Epicypta dilatata
- Epicypta dolabrata
- Epicypta dolabriforma
- Epicypta duanasi
- Epicypta dzialandzea
- Epicypta extensa
- Epicypta femorata
- Epicypta ferruginea
- Epicypta fissusa
- Epicypta flavicauda
- Epicypta flavidula
- Epicypta flavimaculata
- Epicypta flavipennis
- Epicypta flavipes
- Epicypta flavohirta
- Epicypta flavomarginata
- Epicypta forattinii
- Epicypta formosa
- Epicypta fujianana
- Epicypta fumigata
- Epicypta fumipennis
- Epicypta fuscomarginata
- Epicypta gladiiforma
- Epicypta goianensis
- Epicypta greenwoodi
- Epicypta griseolateralis
- Epicypta guanensis
- Epicypta halterata
- Epicypta helvopicta
- Epicypta hirsutistyla
- Epicypta iaunensis
- Epicypta immaculata
- Epicypta inornata
- Epicypta intermedia
- Epicypta iranchesi
- Epicypta iumensis
- Epicypta jaruensis
- Epicypta johannseni
- Epicypta julieni
- Epicypta kuicurusi
- Epicypta latiuscula
- Epicypta leefmansi
- Epicypta lenguasi
- Epicypta lepida
- Epicypta leptoclada
- Epicypta limbatifemur
- Epicypta limnophila
- Epicypta longicalcar
- Epicypta longiseta
- Epicypta longistylis
- Epicypta longqishana
- Epicypta lophophora
- Epicypta lugubris
- Epicypta lunata
- Epicypta luridiceps
- Epicypta maculipennis
- Epicypta maculipleura
- Epicypta maculosa
- Epicypta macunai
- Epicypta macupiensis
- Epicypta mauesensis
- Epicypta miltoni
- Epicypta monilis
- Epicypta monticola
- Epicypta neolimnophila
- Epicypta neotropicalis
- Epicypta nigrobasis
- Epicypta nigroflava
- Epicypta nigrohalterata
- Epicypta nigronitida
- Epicypta obscura
- Epicypta oedipus
- Epicypta opaiei
- Epicypta orientalia
- Epicypta ornata
- Epicypta ornatipennis
- Epicypta palauensis
- Epicypta pallida
- Epicypta paulistensis
- Epicypta pectenipes
- Epicypta peruana
- Epicypta pilosistyla
- Epicypta planiventris
- Epicypta pluripunctata
- Epicypta propinqua
- Epicypta proxima
- Epicypta punctulata
- Epicypta punctum
- Epicypta pusilla
- Epicypta rabelloi
- Epicypta rufa
- Epicypta rufescena
- Epicypta sartrix
- Epicypta scatophora
- Epicypta schildi
- Epicypta scutellaris
- Epicypta scutellata
- Epicypta seditiosa
- Epicypta setosa
- Epicypta setosiventris
- Epicypta seychellensis
- Epicypta silviabunda
- Epicypta simplex
- Epicypta sinica
- Epicypta sinuata
- Epicypta sinuosa
- Epicypta siusisi
- Epicypta spatiosa
- Epicypta sumatrensis
- Epicypta surdipleura
- Epicypta tacanhapesi
- Epicypta tenuis
- Epicypta testata
- Epicypta torquata
- Epicypta travassosi
- Epicypta trinidadensis
- Epicypta tristis
- Epicypta truncata
- Epicypta vicina
- Epicypta williamsi
- Epicypta xiphothorna
- Epicypta yangi